# 熊野前站
熊野前站（日语：／ Kumanomae eki */?）、熊野前停留場（日语：／ Kumanomae teiryūjō */?）是位於日本東京都荒川區東尾久，屬於東京都交通局的鐵路車站和停留場。前者是日暮里-舍人線的車站，後者則是荒川線的停留場。

## 停靠路線
- 東京都交通局
  -  日暮里-舍人線 - 車站編號「NT 04」[1]
  -  都電荒川線（東京櫻電） - 車站編號「SA 09」[1]

## 車站構造

### 都電荒川線

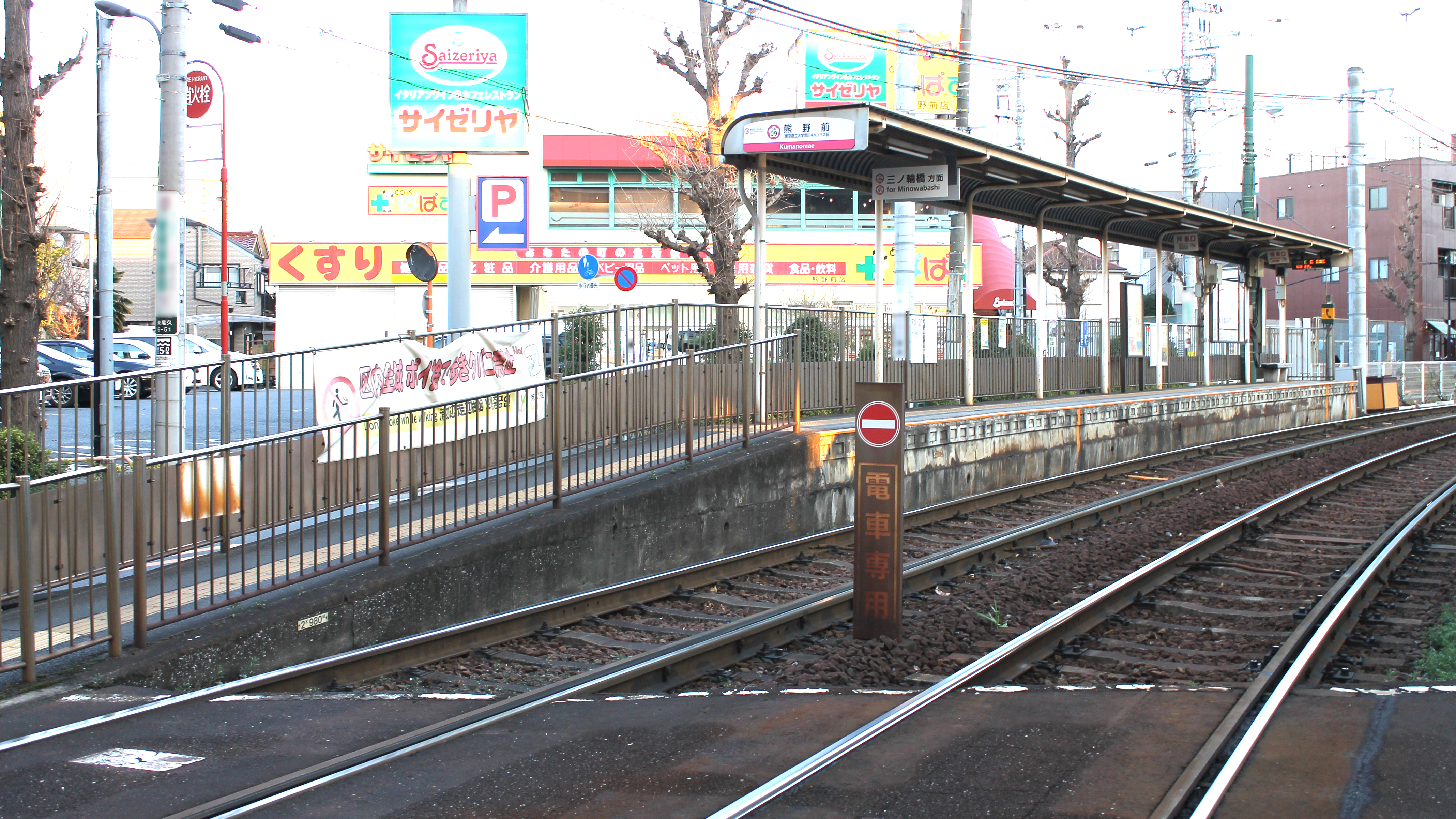
往三之輪橋方向的月台 (2021年2月)

本站為側式月台2面2線地面車站。
| 月台 | 路線                   | 方向 | 目的地                         |
| ---- | ---------------------- | ---- | ------------------------------ |
| 南側 | 都電荒川線（東京櫻電） | 上行 | 王子站前、大塚站前、早稻田方向 |
| 北側 | 都電荒川線（東京櫻電） | 下行 | 町屋站前、三之輪橋方向         |

### 日暮里-舍人線
本站為島式月台1面2線的高架車站。

#### 月台配置
| 月台 | 路線          | 目的地             |
| ---- | ------------- | ------------------ |
| 1    | 日暮里-舍人線 | 見沼代親水公園方向 |
| 2    | 日暮里-舍人線 | 日暮里方向         |

## 使用情況
- 日暮里-舍人線 - 2016年度的1日平均上下車人次為8,934人（上車人次 4,575人、下車人次 4,359人）[3]。
日暮里-舍人線全部13個車站當中排行第7位。

開業以來的1日平均上下、上車人次推移如下表。
| 年度               | 1日平均 上下車人次 | 1日平均 上車人次 | 來源    |
| ------------------ | ------------------ | ---------------- | ------- |
| 2008年（平成20年） | 5,793              | 2,984            | [ * 1 ] |
| 2009年（平成21年） | 6,761              | 3,471            | [ * 2 ] |
| 2010年（平成22年） | 7,110              | 3,633            | [ * 3 ] |
| 2011年（平成23年） | 7,073              | 3,619            | [ * 4 ] |
| 2012年（平成24年） | 7,011              | 3,596            | [ * 5 ] |
| 2013年（平成25年） | 7,433              | 3,814            | [ * 6 ] |
| 2014年（平成26年） | 7,870              | 4,028            | [ * 7 ] |
| 2015年（平成27年） | 8,467              | 4,336            | [ * 8 ] |
| 2016年（平成28年） | 8,934              | 4,575            |         |

## 可供轉乘的巴士路線

### 「熊野前」停留場
- 里48系統、深夜04系統：江北六丁目團地/舍人二橋行、西日暮里站經由日暮里站
- 端44：町屋三丁目經由北千住站行、田端站經駒込醫院。

## 相鄰車站
東京都交通局
 都電荒川線（東京櫻電）
宮之前（SA 10）－熊野前（SA 09）－東尾久三丁目（SA 08）
 日暮里-舍人線
赤土小學校前（NT 03）－熊野前（NT 04）－足立小台（NT 05）

## 外部連結
- 熊野前停留場 （页面存档备份，存于） - 東京都交通局
- 熊野前站 （页面存档备份，存于） - 東京都交通局